# Comte de Vernay

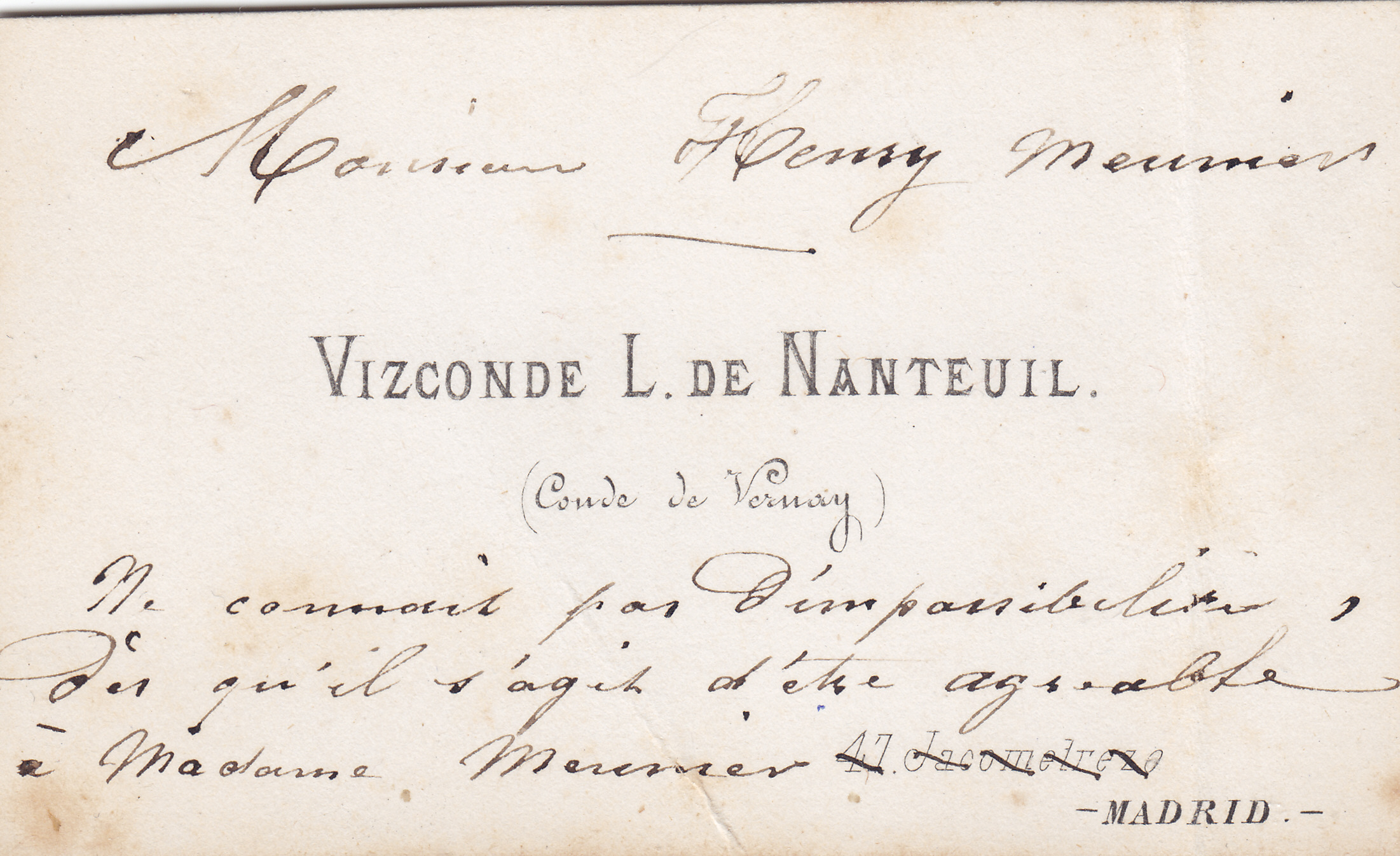
Vizitka vikomta L. de Nanteuil (hrabě z Vernay) adresovaný Henrymu Meunierovi

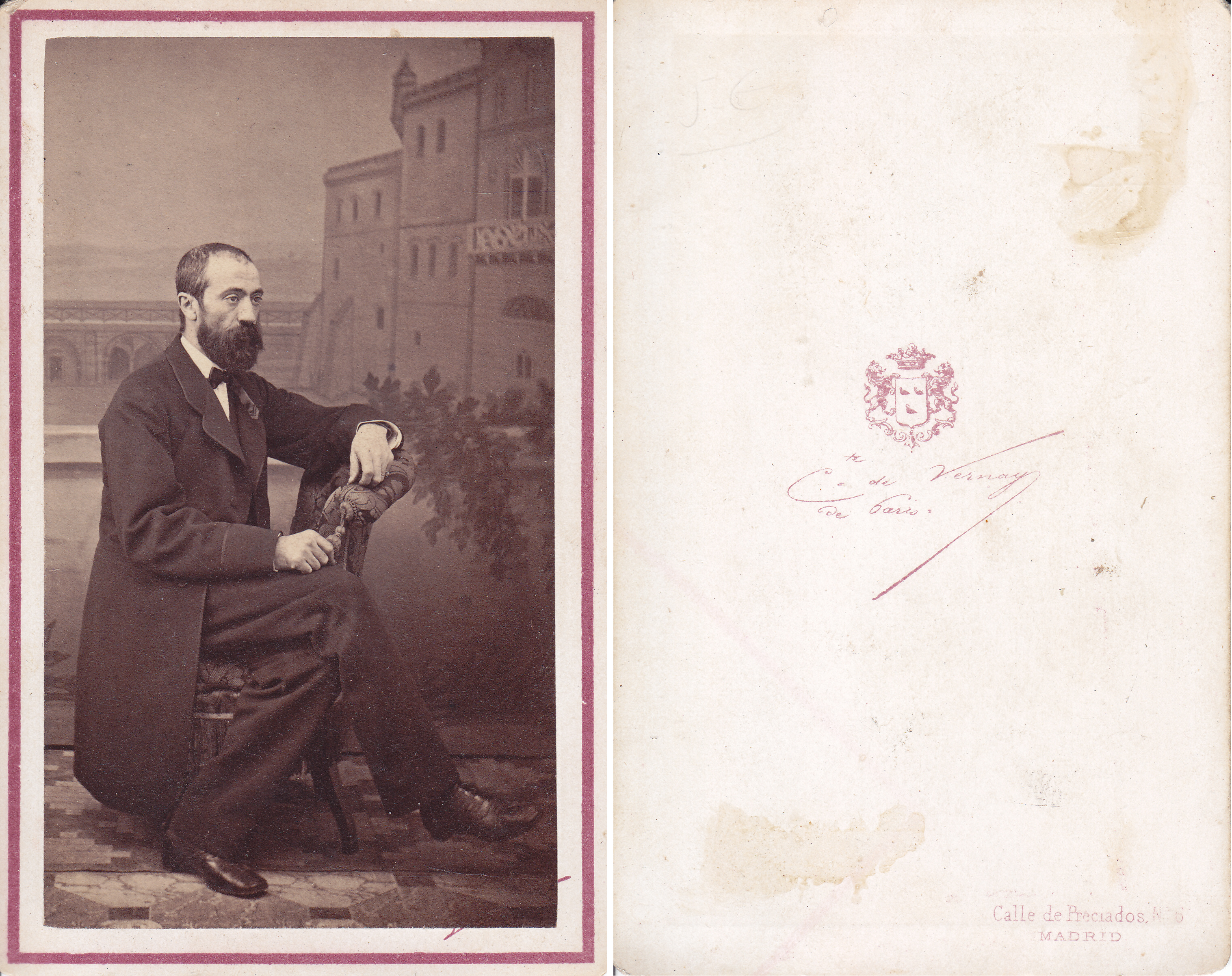
Fotografie ve formátu carte-de-visite z ateliéru hraběte de Vernay v Madridu, rue Preciados 6

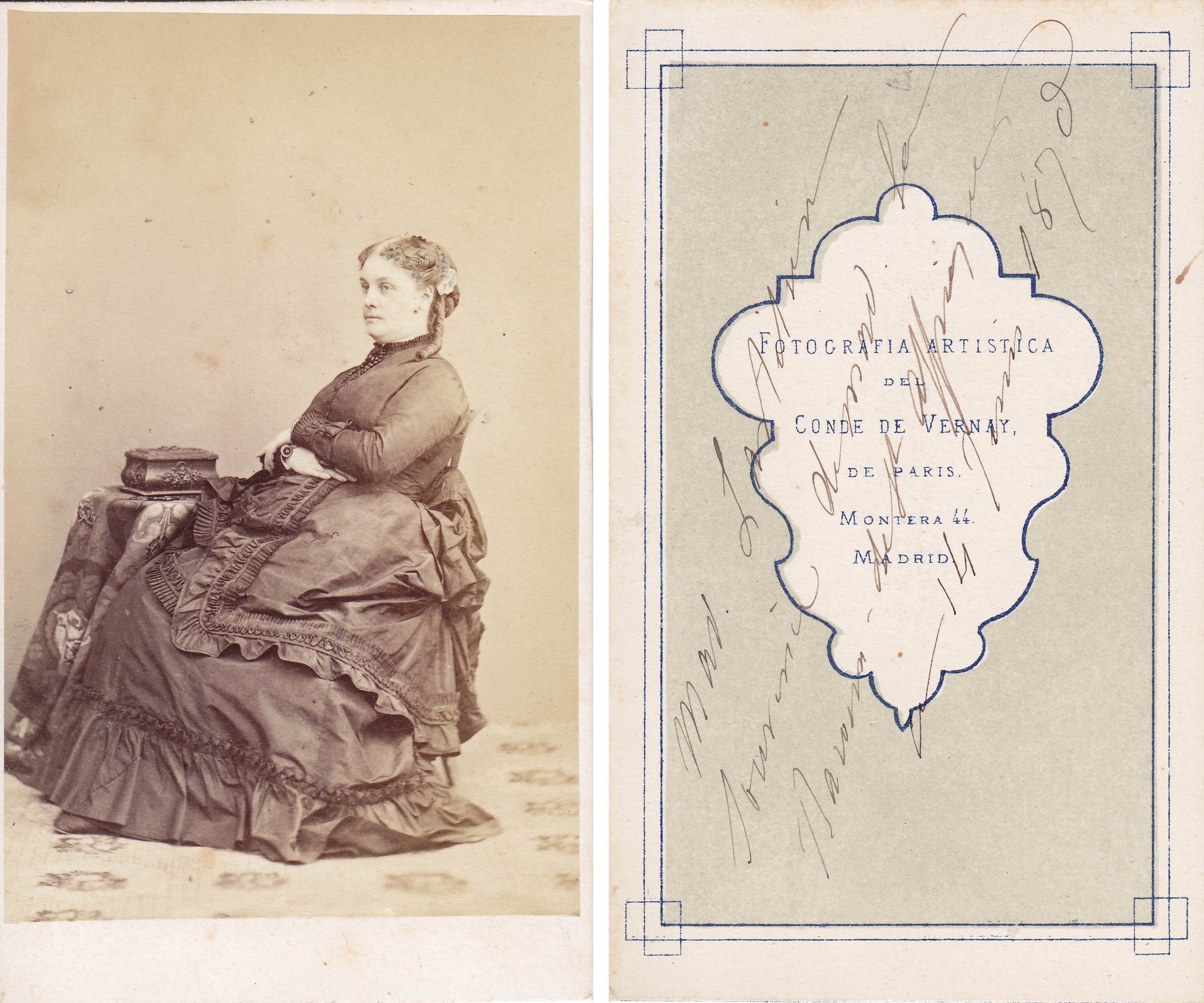
Fotografie dámy ve formátu carte-de-visite, z ateliéru hraběte de Vernay v Madridu, rue Montera 44

Louis Charles Raoul de La Barre de Nanteuil (17. května 1825 – 25. února 1871), známý jako hrabě z Vernay, byl francouzský fotograf, který působil ve Španělsku, kde se stal dvorním fotografem královské rodiny. Je autorem prvních dochovaných fotografií býčího zápasu ve Španělsku v El Puerto de Santa María v roce 1859 a alba fotografií z Montserratu, které dal královně Isabele II. Španělské.

## Životopis
Louis Charles Raoul de La Barre de Nanteuil se narodil v Saint-Denis (ostrov Bourbon, od roku 1848 ostrov Reunion) 17. května 1825 jako syn Louise Eustache Théodora (1802-1871), hraběte z Nanteuil a Marie Laurencine Bédier de Prairie.
Podle vlastního vyprávění se v roce 1844 zúčastnil expedice francouzské ambasády v Číně pod vedením Théodose de Lagrené. Procestoval také Oceánii, Svatou Helenu, Mys Dobré naděje a Afriku. Ve stejné kronice Vernay tvrdí, že se vrátil do Francie s hrabětem Aguadem, Olympem Aguadem, se kterým studoval umění fotografie.
První zprávy o jeho příjezdu do Španělska se datují do roku 1859. Ještě pod titulem hrabě z Vernay se prosadil jako fotograf v Seville (ve své době se označoval za žáka Nadara), zatímco jeho manželka Henriette pořádala koncerty na housle. To léto pracoval pro Antonína Orleánského, vévodu z Montpensier, a 25. července fotografoval býčí zápas, který se konal v El Puerto de Santa María v Cádizu.
Toho podzimu pár odjel do New Orleans, kde hraběnka de Vernay měla velký úspěch se svými koncerty, cestovala také na Kubu a Portoriko. Neexistuje žádný záznam o fotografické činnosti hraběte v tomto období.
V červenci 1861 se přestěhoval hrabě z Vernay do Barcelony, aniž by o jeho manželce existovaly nějaké zprávy (v madridské matrice z roku 1865 je uveden jako vdovec). Otevřel fotografickou galerii na adrese Rambla del Centro č.p. 36-38, která pokračovala v provozu až do roku 1863. Mezitím se na podzim roku 1862 přestěhoval do Madridu a otevřel si ateliér na Calle Preciados 6, kde měl svůj ateliér fotograf Rafael Castro Ordóñez.
Po smrti fotografa Charlese Clifforda v lednu 1863, jej ve funkci dvorního fotografa královské rodiny nahradil hrabě z Vernay a o několik měsíců později obdržel objednávku Karla III. Vše nasvědčuje tomu, že dokázal udržovat velmi dobré vztahy s monarchií a aristokracií.
V září 1864, když opustil svůj ateliér v Preciados 6 a připravoval nový na adrese Pontejos 6 (Pedro Martínez de Hebert tam měl svůj ateliér v letech 1862 až 1863), oznámil Disdéri svou další návštěvu Madridu a hledal vhodné místo pro vybudování fotografické galerie. Hrabě z Vernay mu dal svůj nový ateliér na adrese Pontejos 6. Toto je jediný případ, kdy je Louis Charles Raoul zmíněn jako hrabě z Vernay ve francouzském tisku. V tomto článku publikovaném v L'Europe artiste v roce 1864 se hrabě z Vernay poprvé stal známým v Paříži jako malíř. Mimo jiné byl amatérským houslistou a žákem Henriho Vieuxtempse vlastnil stradivárky. Během svého pobytu ve Španělsku uspořádal několik recitálů.
V prosinci 1864 již hrabě de Vernay pracoval ve svém ateliéru v Pontejosu a Disdéri odjel otevřít novou provozovnu na adrese Principe čp. 14. Na jaře 1865 Vernay zavřel své studio a podnikl fotografickou expedici podél středomořské železniční trati přes Cartagenu a Andalusii, ale po nehodě byla celá jeho produkce ztracena. Hrabě z Vernay pobýval v Pontejosu něco málo přes rok a v březnu 1866 se usadil v Monteře č.p. 44 (v únoru 1865 se na stejném místě usadil fotograf Alfonso Begué Gamero a o rok později tam byla přestěhována fotografická galerie). I když fotografické inzeráty hraběte z Vernay v tomto studiu pokračovala až do června 1873, při sčítání obyvatel Madridu v roce 1868 se objevil jako nepřítomný a v tom z roku 1869 se objevil pouze Félix Cleugniet a jeho rodina (později Cleugniet psal na své vizitky „nástupce uměleckého fotografa Comte de Vernaye“. V létě 1866 se Vernay podle tisku skutečně vrátil do své země, opustil život umělce, věnoval se administrativním úkolům a přenechal svou fotografickou činnost pařížskému operátorovi.
Francouzský tisk se zmiňuje o návštěvě vikomta de la Barre de Nanteuil u bývalé španělské královny Isabely II. během jejího exilu v Paříži v říjnu 1868. Jeho věrnost bývalé španělské panovnici potvrzuje dopis řediteli L'Evénement a Le Mémorial des Pyrénées hájící právo bývalé královny na její šperky. Možná se do Španělska už nikdy nevrátil. Dne 25. února 1871 Louis Charles Raoul, vikomt de la Barre de Nanteuil, zemřel v Paříži ve svém domě na Place de la Madeleine č.p. 2.
Jeho jméno se však stále objevuje na seznamu madridských fotografů z roku 1876.

## Sbírky
- Archivo Fotografico de la Comunidad de Madrid[33]
- Knihovna Královského paláce v Madridu[34]
- Národní knihovna Španělska[35]
- Fundación Infantes Duques de Montpensier, Granada[7]